# ASB Classic 2019
ASB Classic 2019 byl společně hraný tenisový turnaj mužského okruhu ATP Tour a ženského okruhu WTA Tour, konaný na dvorcích s tvrdým povrchem Plexicushion v areálu ASB Tennis Centre. Probíhal mezi 31. prosincem 2018 a 12. lednem 2019 v největším novozélandském městě Aucklandu jako čtyřicátý třetí ročník mužské části turnaje a třicátý čtvrtý ročník ženské poloviny.
Mužská polovina se řadila do kategorie ATP Tour 250 a její dotace činila 589 680 amerických dolarů. Ženská část s rozpočtem 250 000 dolarů byla součástí kategorie WTA International. Nejvýše nasazeným tenistou ve dvouhře se stal desátý hráč světa John Isner ze Spojených států.  Mezi ženami roli jedničky opět plnila třetí žena žebříčku Caroline Wozniacká z Dánska, která vypadla ve druhém kole. Jako poslední přímá účastnice do dvouhry nastoupila americká 94. hráčka žebříčku Sachia Vickeryová. Mezi muži tuto pozici obsadil její krajan a 61. tenista klasifikace Tennys Sandgren.
První trofej z dvouhry okruhu ATP Tour vybojoval 27letý Američan Tennys Sandgren, který se posunul na nové kariérní maximum, 41. příčka. Sedmý singlový titul na okruhu WTA Tour vyhrála 30letá Němka Julia Görgesová, čímž poprvé obhájila trofej a získala dvě vítězství z jediného turnaje.
Druhý titul ze čtyřhry jako pár vybojoval japonsko-německý pár Ben McLachlan a Jan-Lennard Struff. Premiérovou společnou i individuální deblovou trofej na túře WTA si odvezly Kanaďanka Eugenie Bouchardová s Američankou Sofií Keninovou.

## Rozdělení bodů a finančních odměn

### Rozdělení bodů
| Soutěž       | vítězové | finalisté | semifinalisté | čtvrtfinalisté | 16 v kole | 32 v kole | Q  | Q3 | Q2 | Q1 |
| ------------ | -------- | --------- | ------------- | -------------- | --------- | --------- | -- | -- | -- | -- |
| dvouhra mužů | 250      | 150       | 90            | 45             | 20        | 0         | 12 | —  | 6  | 0  |
| čtyřhra mužů | 250      | 150       | 90            | 45             | 0         | —         | —  | —  | —  | —  |
| dvouhra žen  | 280      | 180       | 110           | 60             | 30        | 1         | 18 | 14 | 10 | 1  |
| čtyřhra žen  | 280      | 180       | 110           | 60             | 1         | —         | —  | —  | —  | —  |

### Finanční odměny
| Soutěž                              | vítězové | finalisté | semifinalisté | čtvrtfinalisté | 16 v kole | 32 v kole | Q3     | Q2     | Q1     |
| ----------------------------------- | -------- | --------- | ------------- | -------------- | --------- | --------- | ------ | ------ | ------ |
| dvouhra mužů                        | $90 990  | $49 205   | $27175        | $15 435        | $8 880    | $5 320    | —      | $2 575 | $1 285 |
| čtyřhra mužů                        | $29 860  | $5 300    | $8 290        | $4 740         | $2 780    | —         | —      | —      | —      |
| dvouhra žen                         | $43 000  | $21 400   | $11 300       | $5 900         | $3 310    | $1 925    | $1 005 | $730   | $530   |
| čtyřhra žen                         | $12 300  | $6 400    | $3 435        | $1820          | $960      | —         | —      | —      | —      |
| ve čtyřhře je uvedena částka na pár |          |           |               |                |           |           |        |        |        |

## Dvouhra mužů

### Nasazení
| Stát                             | Hráč                  | ATP | Nasazení |
| -------------------------------- | --------------------- | --- | -------- |
| USA                              | John Isner            | 10. | 1.       |
| Itálie                           | Fabio Fognini         | 13. | 2.       |
| Itálie                           | Marco Cecchinato      | 20. | 3.       |
| Španělsko                        | Pablo Carreño Busta   | 23. | 4.       |
| Španělsko                        | Roberto Bautista Agut | 24. | 5.       |
| Jižní Korea                      | Čong Hjon             | 25  | 6..      |
| Kanada                           | Denis Shapovalov      | 27. | 7.       |
| Francie                          | Gaël Monfils          | 29. | 8.       |
| USA                              | Steve Johnson         | 33. | 9.       |
| Žebříček ATP k 31. prosinci 2018 |                       |     |          |

### Jiné formy účasti
Následující hráči obdrželi divokou kartu do hlavní soutěže:
- David Ferrer
- Cameron Norrie
- Rubin Statham

Následující hráči postoupili z kvalifikace:
- Ugo Humbert
- Bradley Klahn
- Maximilian Marterer
- Mackenzie McDonald

Následující hráči postoupili z kvalifikace jako tzv. šťaatní poražení:
- Pablo Cuevas
- Laslo Djere

### Odhlášení
před zahájením turnaje
- Roberto Bautista Agut → nahradil jej  Laslo Djere
- Pierre-Hugues Herbert → nahradil jej  Tennys Sandgren
- Gaël Monfils → nahradil jej  Pablo Cuevas

### Skrečování
- Laslo Djere

## Mužská čtyřhra

### Nasazení
| Stát                                                                                      | Hráč          | Stát        | Hráč             | WTA | Nasazení |
| ----------------------------------------------------------------------------------------- | ------------- | ----------- | ---------------- | --- | -------- |
| Rakousko                                                                                  | Oliver Marach | Chorvatsko  | Mate Pavić       | 7.  | 1.       |
| USA                                                                                       | Bob Bryan     | USA         | Mike Bryan       | 15. | 2.       |
| Jižní Afrika                                                                              | Raven Klaasen | Nový Zéland | Michael Venus    | 31. | 3.       |
| Polsko                                                                                    | Łukasz Kubot  | Argentina   | Horacio Zeballos | 38. | 4.       |
| Žebříček ATP k 31. prosinci 2018; číslo je součtem žebříčkového postavení obou členů páru |               |             |                  |     |          |

### Jiné formy účasti
Následující páry obdržely divokou kartu do hlavní soutěže:
- Cameron Norrie /  Rubin Statham
- Ajeet Rai /  George Stoupe

## Ženská dvouhra

### Nasazení
| Stát                             | Hráčka                 | WTA | Nasazení |
| -------------------------------- | ---------------------- | --- | -------- |
| Dánsko                           | Caroline Wozniacká     | 3.  | 1.       |
| Německo                          | Julia Görgesová        | 14. | 2.       |
| Čínská Tchaj-pej                 | Sie Šu-wej             | 28. | 3.       |
| Chorvatsko                       | Petra Martićová        | 32. | 4.       |
| Česko                            | Barbora Strýcová       | 33. | 5.       |
| USA                              | Venus Williamsová      | 38. | 6.       |
| Belgie                           | Kirsten Flipkensová    | 47. | 7.       |
| Belgie                           | Alison Van Uytvancková | 49. | 8.       |
| Žebříček WTA k 24. prosinci 2018 |                        |     |          |

### Jiné formy účasti
Následující hráčky obdržely divokou kartu do hlavní soutěže:
- Amanda Anisimovová
- Lauren Davisová
- Bethanie Matteková-Sandsová

Následující hráčky si zajistily postup do hlavní soutěže v kvalifikaci:
- Bianca Andreescuová
- Jana Čepelová
- Bibiane Schoofsová
- Sílvia Solerová Espinosová

Následující hráčka postoupila z kvalifikace jako tzv. šťastná poražená:
- Laura Siegemundová

### Odhlášední
před zahájením turnaje
- Rebecca Petersonová → nahradila ji  Taylor Townsendová
- Markéta Vondroušová → nahradila ji  Laura Siegemundová

### Skrečování
- Jana Čepelová[1]
- Alison Van Uytvancková[1]

## Ženská čtyřhra

### Nasazení
| Stát                                                                         | Hráčka                | Stát       | Hráčka             | WTA  | Nasazení |
| ---------------------------------------------------------------------------- | --------------------- | ---------- | ------------------ | ---- | -------- |
| Rumunsko                                                                     | Ioana Raluca Olaruová | USA        | Abigail Spearsová  | 73.  | 1.       |
| Belgie                                                                       | Kirsten Flipkensová   | Švédsko    | Johanna Larssonová | 74.  | 2.       |
| USA                                                                          | Kaitlyn Christianová  | USA        | Asia Muhammadová   | 114. | 3.       |
| Čína                                                                         | Chan Sin-jün          | Chorvatsko | Darija Juraková    | 120. | 4.       |
| Žebříček WTA k 24. prosinci 2018; číslo je součtem umístění obou členek páru |                       |            |                    |      |          |

### Jiné formy účasti
Následující páry obdržely divokou kartu do hlavní soutěže:
- Paige Mary Houriganová /  Taylor Townsendová
- Valentina Ivanovová /  Elys Venturová

### Odhlášední
před zahájením turnaje
- Laura Siegemundová

## Přehled finále

### Mužská dvouhra
- Tennys Sandgren vs.  Cameron Norrie, 6–4, 6–2

### Ženská dvouhra
- Julia Görgesová vs.  Bianca Andreescuová, 2–6, 7–5, 6–1

### Mužská čtyřhra
- Ben McLachlan /  Jan-Lennard Struff vs.  Raven Klaasen /  Michael Venus, 6–3, 6–4

### Ženská čtyřhra
- Eugenie Bouchardová /  Sofia Keninová vs.  Paige Mary Houriganová /  Taylor Townsendová, 1–6, 6–1, [10–7]